# Esfinx de granit de Taharqa
L'Esfinx de granit de Taharqa és una escultura en forma d'esfinx creada durant la dinastia XXV d'Egipte o Regne de Cuix, pertanyent al Tercer període intermedi d'Egipte.
És d'estil d'art egipci amb influències de Cuix, construïda en granit i té una alçada de 40,6 cm i una longitud de 73 cm.
Actualment es troba al Museu Britànic de Londres.

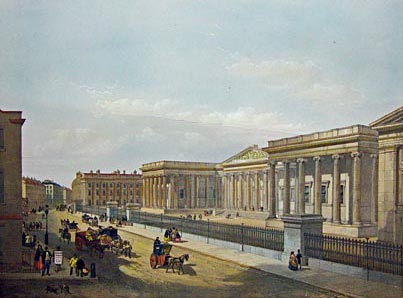
El Museu Britànic al 1852

## Descripció
L'estàtua és una obra mestra de l'art de Cuix.
Troballa
L'escultura procedeix del Temple T de Kawa, a la Núbia Superior (Sudan), i es trobà en unes excavacions dirigides per l'egiptòleg Francis Llewellyn Griffith (1862 – 1934).
Simbologia
L'escultura representa Taharqa, rei de la dinastia XXV d'Egipte, o Regne de Cuix, el regnat del qual data de ca. 690 ae a 664 ae; Manethó el denominava Tarcos, i n'explicava que regnà 18 anys (Sext Juli Africà), Eusebi de Cesarea l'anomena Taracos (segons Jordi Sincel·le) o Saraco (versió armènia) i li assigna vint anys de regnat; era germà de Shebitku, el rei precedent, i fill de Piankhi, rei nubià de Napata, que conquistà Egipte.
Ubicació
La peça es troba encara al Museu Britànic, amb el núm. d'inventari EA 1770.